# Liste der Mitglieder der National Academy of Sciences/1974
Im Jahr 1974 wählte die National Academy of Sciences der Vereinigten Staaten 107 Personen zu ihren Mitgliedern.

## Neugewählte Mitglieder
- Pierre R. Aigrain (1924–2002)
- Richard D. Alexander (1929–2018)
- Edward Anders (1926–2025)
- Richard C. Atkinson (* 1929)
- K. Frank Austen (1928–2023)
- William O. Aydelotte (1910–1996)
- John W. Backus (1924–2007)
- David Baltimore (* 1938)
- Lloyd M. Beidler (1922–2003)
- Francis R. Boyd (1926–2004)
- Myron K. Brakke (1921–2007)
- Aleksandr E. Braunstein (1902–1986)
- Eugene Braunwald (* 1929)
- Winslow R. Briggs (1928–2019)
- Thomas C. Bruice (1925–2019)
- Solomon J. Buchsbaum (1929–1993)
- David G. Catcheside (1907–1994)
- Orville L. Chapman (1932–2004)
- John G. D. Clark (1907–1995)
- John A. Clements (1923–2024)
- Gerhard L. Closs (1928–1992)
- William G. Cochran (1909–1980)
- C. Clark Cockerham (1921–1996)
- Lee J. Cronbach (1916–2001)
- Horace W. Davenport (1912–2005)
- Clement A. Finch (1915–2010)
- Willis Flygare (1936–1981)
- Heinz Fraenkel-Conrat (1910–1999)
- Ronald Freedman (1917–2007)
- Jacob Furth (1896–1979)
- D. Carleton Gajdusek (1923–2008)
- E. Peter Geiduschek (1928–2022)
- Ivar Giaever (1929–2025)
- Martin Gibbs (1922–2006)
- Robert R. Gilruth (1913–2000)
- Herman H. Goldstine (1913–2004)
- Leo A. Goodman (1928–2020)
- Roy W. Gould (1927–2022)
- Kenneth I. Greisen (1918–2007)
- Jerome Gross (1917–2014)
- Roger Guillemin (1924–2024)
- Charles F. Hockett (1916–2000)
- Alan Hodgkin (1914–1998)
- Hendrik S. Houthakker (1924–2008)
- Frederick S. Hulse (1906–1990)
- Leonid Hurwicz (1917–2008)
- Jerard Hurwitz (1928–2019)
- John D. Isaacs (1913–1980)
- Ali Javan (1926–2016)
- Elwood V. Jensen (1920–2012)
- Eric R. Kandel (* 1929)
- Bessel Kok (1918–1979)
- Norman M. Kroll (1922–2004)
- Ryogo Kubo (1920–1995)
- Harold D. Lasswell (1902–1978)
- Paul F. Lazarsfeld (1901–1976)
- Wassily Leontief (1905–1999)
- Estella B. Leopold (1927–2024)
- Abba P. Lerner (1903–1982)
- Dan L. Lindsley (1925–2018)
- Frank J. Low (1933–2009)
- Roger Lynds (1928–2023)
- Richard S. MacNeish (1918–2001)
- John L. Margrave (1924–2003)
- John McMichael (1904–1993)
- Frederick Mosteller (1916–2006)
- George D. Mostow (1923–2017)
- Hans J. Müller-Eberhard (1927–1998)
- Hamish N. Munro (1915–1994)
- Theodore M. Newcomb (1903–1984)
- Alex B. Novikoff (1913–1987)
- Jeremiah P. Ostriker (1937–2025)
- Jacques Oudin (1908–1985)
- C. Kumar N. Patel (* 1938)
- Ralph G. Pearson (1919–2022)
- William G. Pfann (1917–1982)
- George Porter of Luddenham (1920–2002)
- Leo J. Postman (1918–2004)
- David M. Prescott (1926–2011)
- C. Ladd Prosser (1907–2002)
- Allen E. Puckett (1919–2014)
- Sarah Ratner (1903–1999)
- William H. Riker (1920–1993)
- Hans Ris (1914–2004)
- Herbert Robbins (1915–2001)
- Abraham Robinson (1918–1974)
- Glenn W. Salisbury (1910–1994)
- Igor Rostislawowitsch Schafarewitsch (1923–2017)[1][2]
- Rudi Schmid (1922–2007)
- Theodore W. Schultz (1902–1998)
- William R. Sears (1913–2002)
- Irwin I. Shapiro (* 1929)
- Robert G. Shulman (* 1924)
- Leon T. Silver (1925–2022)
- Elias M. Stein (1931–2018)
- DeWitt Stetten, Jr. (1909–1990)
- Philip Teitelbaum (* 1928)
- Howard M. Temin (1934–1994)
- Jan Tinbergen (1903–1994)
- Nikolaas Tinbergen (1907–1988)
- Bert L. Vallee (1919–2010)
- Kenneth M. Watson (1921–2023)
- John S. Waugh (1929–2014)
- George W. Wetherill (1925–2006)
- Benjamin Widom (1927–2025)
- Jacob Wolfowitz (1910–1981)
- James B. Wyngaarden (1924–2019)